# José de la Serna e Hinojosa

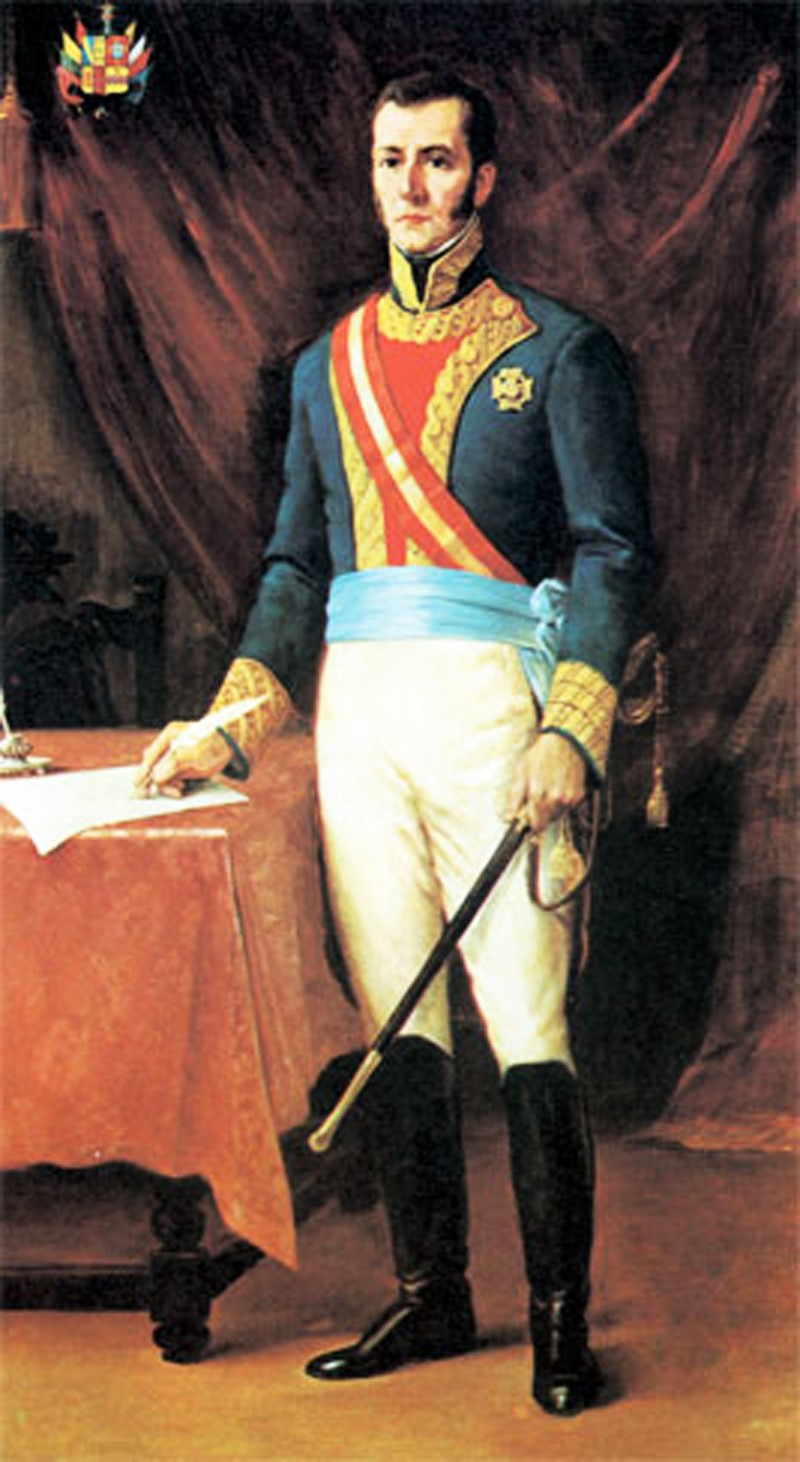

José de la Serna e Hinojosa (Jerez de la Frontera, 1770 - Cádis, 1832) foi um nobre e militar espanhol. Devido a sua carreira no exército espanhol, em 1816 chega na América como chefe do exército de La Corona no Alto Peru. Foi o último vice-rei do Peru a exercer o poder efetivo.

## Juventude
Entrou no exército em uma idade jovem e desempenhou seu primeiro serviço (como cadete) na defesa de Ceuta contra os mouros em 1784. Mais tarde, lutou contra os franceses na Catalunha (1795), contra os britânicos sob o comando do almirante José de Mazarredo (1797), e no segundo cerco de Saragoça (1809). Durante esta batalha, ele foi capturado e levado para a França como prisioneiro. Rapidamente escapou.
A partir daí, viajou pela Suíça e Oriente, finalmente voltando à Espanha em 1811. Neste país, lutou com Duque de Wellington na Guerra da Independência espanhola contra os franceses, até a expulsão destes em 1813.

## No comando das forças espanholas no Alto Perú
Em 1816, tendo subido ao posto de major-general, foi nomeado para assumir o comando das forças espanholas no Peru, engajadas na luta contra os insurgentes. Chegou em Callao em 22 de setembro de 1816 indo diretamente para o Alto Peru (hoje Bolívia). Assumiu o comando do Exército em Cotagaita em 12 de novembro de 1816. O vice-rei Joaquín de la Pezuela ordenou De la Serna que atacasse os insurgentes argentinos na província de Tucumán, mas De la Serna foi contra o plano, alegando que as forças eram insuficientes.
De la Serna avançou até a cidade de Salta quando os espanhóis foram surpreendidos com o aparecimento no Chile, em fevereiro de 1817, do Exército dos Andes, comandado por José de San Martín. San Martín tinha feito uma árdua travessia de 21 dias pelas montanhas da Argentina. Ele conquistou o Chile, e o exército de De la Serna no Alto Peru foi reduzido para a guerra defensiva contra vários grupos rebeldes em diferentes partes do país.

## Golpe contra Pezuela
As relações com o vice-rei De la Pezuela deterioraram-se ainda mais. De la Pezuela era um absolutista e De la Serna  um liberal. Eventualmente De la Serna pediu para ser afastado do cargo, a fim de regressar à Espanha. A permissão foi concedida em maio de 1819, e em setembro, deixou o exército nas mãos do general José de Canterac. Ele foi para Lima e em sua chegada os moradores mostraram-se favoráveis à sua permanência no Peru para enfrentar a ameaça de invasão de San Martín do Chile. De la Pezuela concordou em promover De la Serna a tenente-general e nomeá-lo presidente de um conselho de guerra.
San Martin desembarcou em Pisco em 8 de setembro de 1820. De la Serna, através de negociações secretas, foi nomeado comandante-em-chefe do exército reunido de Aznapuquio para proteger a capital contra o avanço de San Martin. O vice-rei ordenou que ele marchasse para Chancay.
Em 29 de janeiro de 1821, os principais oficiais do acampamento, partidários de De la Serna, pediram ao vice-rei para renunciar em favor de De la Serna. De la Pezuela recusou e ordenou que De la Serna sufocasse a rebelião, mas De la Serna afirmou ser incapaz de fazê-lo. O vice-rei entregou o cargo naquela mesma noite. Em seguida, os resultados deste golpe foram reconhecidos pela Espanha.

## Vice-rei do Peru
Um comissário espanhol, o capitão Manuel Abreu, chegou em Lima, enquanto San Martín estava ameaçando a capital. Ele trouxe ordens ao vice-rei para negociar uma solução pacífica. De la Serna o enviou para se encontrar com San Martín. As negociações tiveram início em 3 de maio de 1821 em Punchauca, com representantes de ambos os lados. As negociações duraram até 24 de junho, mas não trouxeram acordo. O obstáculo era a independência. Os insurgentes a exigiam, e a Espanha insistia na obediência ao rei. Em 25 de junho, as hostilidades recomeçaram.
De la Serna foi forçado a abandonar a capital em 6 de julho de 1821. San Martín entrou na capital quatro dias depois e foi recebido pelo povo com júbilo. Em 15 de julho de 1821 o Ato de Independência do Peru foi assinado em Lima.
De la Serna retirou-se para Jauja, e em seguida para Cusco. Ele trouxe consigo a primeira prensa de Cusco, na qual foi publicado o famoso jornal El Depositario.
Em 24 de agosto, De la Serna enviou o general Canterac com uma força de 4.000 homens para libertar Callao. No entanto, Callao foi forçada a se render em 19 de setembro de 1821, devido à falta de suprimentos. Em Cusco, o descontentamento levou à deserção do exército do rei. O general Olañeta se recusou a obedecer e manteve uma força real independente no Alto Peru.
Canterac foi derrotado em 6 de agosto de 1824 por Simón Bolívar em Junín. De la Serna estava agora decidido a arriscar tudo para esmagar a revolta. Ele deixou Cusco em outubro, com um exército de 10.000 de infantaria e 1.600 de cavalaria. Encontrou o exército insurgente no planalto de Ayacucho em 8 de dezembro e, no dia seguinte, foi totalmente derrotado pelo general Antonio José de Sucre. De la Serna foi ferido e feito prisioneiro. O exército do rei contou 2.000 mortos e feridos e 3.000 prisioneiros, com o restante do exército totalmente disperso. O general Canterac, o segundo em comando, assinou uma rendição honrosa no dia seguinte, 9 de dezembro de 1824. De la Serna, que no dia da batalha tinha sido nomeado Conde de los Andes pelo rei Fernando VII, foi libertado pouco tempo depois e partiu para a Europa. O Vice-Reino do Peru foi finalmente dissolvido.

## Retorno à Espanha
Na Espanha, De la Serna foi recebido na corte e seu governo recebeu elogios. Mais tarde foi nomeado capitão geral de Granada. Morreu em 1832, em Cádis.